# Bronze Records
Bronze Records — британський лейбл звукозапису, створений 1971 року.
Засновником лейблу став Джеррі Брон, менеджер та продюсер рок-гурту Uriah Heep. Його підлеглі співпрацювали із лейблом Vertigo Records, але Брон хотів отримати більший контроль над виходом та розповсюдженням альбомів Uriah Heep, тому перевів їх на власний лейбл. Компанію було розташовано в Лондоні, неподалік від відомого концертного залу «Раундхаус» — пізніше Джеррі Брон разом з дружиною Ліліан відкриє тут звукозаписувальну студію Roundhouse Studios.
Першими колективами, що підписали угоду з Bronze Records, були Uriah Heep та прог-роковий гурт Colosseum, проте лейбл концентрувався не лише на рок-виконавцях. Протягом 1970-х років на ньому виходили альбоми попрок-гурту Manfred Mann, авторки-виконавиці Саллі Олдфілд (сестри Майка Олдфілда), афро-рокового гурту Osibisa. Проте основною зіркою лейблу став рок-гурт Motörhead, який видав на Bronze Records декілька альбомів та синглів протягом 1979—1983 років.
Після того, як Motörhead залишили лейбл, справи Bronze Records стали погіршуватися. 1987 року лейбл було продано, він став частиною Legacy Records, пізніше був перепроданий до Castle Communications, і врешті решт його каталог, який містив записи Motörhead, Uriah Heep, The Damned, Girlschool, Osibisa та Саллі Олдфілд, став належати BMG.